# Karl Magnus Kyander
Karl Magnus Kyander, född 15 oktober 1765 i Rantasalmi, död 25 februari 1838, var en finsk officer och lantbrukare.

## Biografi
Hans föräldrar var underofficeren och lantbrukaren Anders Johansson Kyander och Elisabet Armfelt. Han gifte sig 1795 med Margareta Elisabet Harlin, fosterdotter till major Karl Quist och Katarina Harlin på Quistilä i Rantasalmi. 
Karl Magnus Kyander växte upp på Kolkonhovi herrgård i Rantasalmi och anslöt sig som 16-åring till Savolax jägarregemente. 
Under Gustav III:s ryska krig 1788–1790 tjänstgjorde han som  underofficer vid Rantasalmis kompani. I slaget vid Porrassalmi nära S:t Michel i juni 1789 räddade han den svårt sårade överste Gripenberg, som därefter vårdades i föräldrahemmet Kolkonhovi. Han utmärkte sig för sitt mod under slaget vid Parkumäki i juli 1789, ett slag utkämpat i hemsocknen Rantasalmi där Sverige segrade. För sina insatser mottog han en silvermedalj ur Gustav III:s hand, då kungen inspekterade trupperna.
Kyander utnämndes till fältväbel 1 oktober 1790 och tog avsked från armén 1795 med fänriks grad. Genom sitt giftermål samma år kom han i besittning av Quistilä herrgård.
Karl Magnus Kyander var bror till kaptenen Johan Adolf Kyander (1756–1809) och Maria Elisabet Olsonius (1752–1806) gift med kronofogden Johan Olsonius, samt far till överstelöjtnanten Karl Ernst Kyander (1800–1844), guvernementssekreteraren Johan Gustaf Kyander (1803–1847), lantmätaren och godsägaren Samuel Henrik Kyander (1813–1896) samt ytterligare fem barn.